# Brașov Challenger 2004
Il Brașov Challenger 2004 è stato un torneo di tennis facente parte della categoria ATP Challenger Series nell'ambito dell'ATP Challenger Series 2004. Il torneo si è giocato a Brașov in Romania dal 6 al 12 settembre 2004 su campi in terra rossa.

## Vincitori

### Singolare
Victor Ioniță ha battuto in finale  Simone Bolelli con il punteggio di 6–1, 7–6(3)

### Doppio
Salvador Navarro /  Rubén Ramírez Hidalgo hanno battuto in finale  Juan Pablo Brzezicki /  Juan Pablo Guzmán con il punteggio di 6–3, 6–2